# Serbia ai Giochi della XXXIII Olimpiade
La Serbia ha partecipato ai Giochi della XXXIII Olimpiade, svoltisi a Parigi, Francia, dal 26 luglio all'11 agosto 2024, con 112 atleti in 15 discipline.
I portabandiera alla cerimonia di apertura sono stati Dušan Mandić e Maja Ognjenović.

## Medagliere

### Per disciplina
| Sport             | Oro | Argento | Bronzo | Totale |
| ----------------- | --- | ------- | ------ | ------ |
| Pallanuoto        | 1   | 0       | 0      | 1      |
| Pallacanestro     | 0   | 0       | 1      | 1      |
| Taekwondo         | 0   | 1       | 0      | 1      |
| Tennis            | 1   | 0       | 0      | 1      |
| Tiro a segno/volo | 1   | 0       | 0      | 1      |
| Totale            | 3   | 1       | 1      | 5      |

### Medaglie d'oro
| Medaglia | Nome | Sport        | Evento                                |
| -------- | --- | ------------ | ------------------------------------- |
| Oro      | Damir Mikec Zorana Arunović | Tiro a segno | Pistola 10 m aria compressa a squadre |
| Oro      | Novak Đoković | Tennis       | Singolare maschile                    |
| Oro      | Radoslav Filipović Dušan Mandić Strahinja Rašović Sava Ranđelović Miloš Ćuk Nikola Dedović Radomir Drašović Nikola Jakšić Nemanja Ubović Nemanja Vico Petar Jakšić Viktor Rašović Vladimir Mišović | Pallanuoto   | Torneo maschile                       |

### Medaglie d'argento
| Medaglia | Nome               | Sport     | Evento          |
| -------- | ------------------ | --------- | --------------- |
| Argento  | Aleksandra Perišić | Taekwondo | 67 kg femminile |

### Medaglie di bronzo
| Medaglia | Nome                                                                                                  | Sport         | Evento          |
| -------- | --- | ------------- | --------------- |
| Bronzo   | Plavšić Petrušev Jović Bogdanović Marinković Dobrić Jokić Micić Gudurić Davidovac Avramović Milutinov | Pallacanestro | Torneo maschile |

## Delegazione
| Sport            | Uomini | Donne | Totale |
| ---------------- | ------ | ----- | ------ |
| Atletica leggera | 2      | 4     | 6      |
| Canoa/Kayak      | 4      | 4     | 8      |
| Canottaggio      | 2      | 1     | 3      |
| Ciclismo         | 1      | 1     | 2      |
| Judo             | 3      | 3     | 6      |
| Lotta            | 5      | 0     | 5      |
| Nuoto            | 4      | 1     | 5      |
| Pallacanestro    | 16     | 12    | 28     |
| Pallanuoto       | 13     | 0     | 13     |
| Pallavolo        | 12     | 12    | 24     |
| Pugilato         | 1      | 2     | 3      |
| Taekwondo        | 2      | 1     | 3      |
| Tennis           | 2      | 0     | 2      |
| Tennistavolo     | 0      | 1     | 1      |
| Tiro             | 2      | 1     | 3      |
| Totale           | 69     | 43    | 112    |

## Risultati

### Atletica leggera
Maschile
Eventi su campo
| Atleta           | Evento            | Qualificazione | Qualificazione | Finale          | Finale          |
| Atleta           | Evento            | Risultato      | Posizione      | Risultato       | Posizione       |
| ---------------- | ----------------- | -------------- | -------------- | --------------- | --------------- |
| Elzan Bibić      | 5 000 metri piani | 14'14”46       | 32º            | Non qualificato | Non qualificato |
| Armin Sinančević | Getto del peso    | 19,31          | 24º            | Non qualificato | Non qualificato |

Femminile
Eventi su campo
| Atleta            | Evento                 | Qualificazione | Qualificazione | Finale          | Finale          |
| Atleta            | Evento                 | Risultato      | Posizione      | Risultato       | Posizione       |
| ----------------- | ---------------------- | -------------- | -------------- | --------------- | --------------- |
| Angelina Topić    | Salto in alto          | 1,92           | 12ª q          | dns             |                 |
| Milica Gardašević | Salto in lungo         | 6,48           | 18ª            | Non qualificata | Non qualificata |
| Ivana Vuleta      | Salto in lungo         | 6,51           | 16ª            | Non qualificata | Non qualificata |
| Adriana Vilagoš   | Lancio del giavellotto | 60,49          | 13ª            | Non qualificata | Non qualificata |

### Canoa/kayak

#### Velocità
| Atleta                                                                   | Evento             | Batteria | Batteria  | Quarti  | Quarti    | Semifinale | Semifinale | Finale / Finale B | Finale / Finale B |
| Atleta                                                                   | Evento             | Tempo    | Posizione | Tempo   | Posizione | Tempo      | Posizione  | Tempo             | Posizione         |
| ------------------------------------------------------------------------ | ------------------ | -------- | --------- | ------- | --------- | ---------- | ---------- | ----------------- | ----------------- |
| Marko Dragosavljević Marko Novaković                                     | K2 500 m maschile  | 1'30”71  | 4º QF     | 1'28”57 | 2º SF     | 1'30''20   | 7º FB      | 1'31''50          | 11º               |
| Andjelo Džombeta Vladimir Torubarov                                      | K2 500 m maschile  | 1'34”22  | 5º QF     | 1'29”46 | 4º SF     | 1'34''65   | 8º FB      | 1'35''00          | 16º               |
| Marko Dragosavljević Andjelo Džombeta Marko Novaković Vladimir Torubarov | K4 500 m maschile  | 1'20”99  | 1º SF     | Bye     | Bye       | 1'19”91    | 2º F       | 1'21”52           | 6º                |
| Milica Novaković                                                         | K1 500 m femminile | 1'50”37  | 2ª SF     | Bye     | Bye       | 1'50''41   | 3ª FB      | 1'51''55          | 9ª                |
| Anastazija Bajuk Marija Dostanić Milica Novaković Dunja Stanojev         | K4 500 m femminile | 1'36”40  | 5ª SF     | N.D.    | N.D.      | 1'35”25    | 3ª         | Non qualificate   | 9ª                |

### Canottaggio
| Atleta                          | Evento            | Batteria | Batteria | Ripescaggio | Ripescaggio | Quarti  | Quarti  | Semifinale | Semifinale | Finale / FB / FC | Finale / FB / FC |
| Atleta                          | Evento            | Tempo    | Pos.     | Tempo       | Pos.        | Tempo   | Pos.    | Tempo      | Pos.       | Tempo            | Pos.             |
| ------------------------------- | ----------------- | -------- | -------- | ----------- | ----------- | ------- | ------- | ---------- | ---------- | ---------------- | ---------------- |
| Martin Mačković Nikolaj Pimenov | Doppio maschile   | 6'17”36  | 4º R     | 6'31”54     | 1º SA/B     | N.D.    | N.D.    | 6'17”35    | 4º FB      | 6'13”85          | 7º               |
| Jovana Arsić                    | Singolo femminile | 7'48”29  | 3ª QF    | Bye         | Bye         | 7'56”18 | 5ª SC/D | 7'44”60    | 1ª FC      | 7'26”09          | 13ª              |

### Ciclismo su strada
| Atleta      | Evento                   | Tempo   | Posizione |
| ----------- | ------------------------ | ------- | --------- |
| Ognjen Ilić | Corsa in linea maschile  | 6'39”27 | 64º       |
| Jelena Erić | Corsa in linea femminile | 4'10”47 | 66ª       |

### Judo
| Atleta                                                                                       | Evento           | 16-esimi             | Ottavi               | Quarti               | Semifinali           | Ripescaggio          | Finale               | Pos.            |
| Atleta                                                                                       | Evento           | Avversario Punteggio | Avversario Punteggio | Avversario Punteggio | Avversario Punteggio | Avversario Punteggio | Avversario Punteggio | Pos.            |
| -------------------------------------------------------------------------------------------- | ---------------- | -------------------- | -------------------- | -------------------- | -------------------- | -------------------- | -------------------- | --------------- |
| Strahinja Bunčić                                                                             | 66 kg maschile   | Najafov V 1-0        | Piras V 1-0          | Vieru P 0-10         | Non qualificato      | Emomali V W.O.       | Qyrğyzbaev P 0-1     | 5º              |
| Nemanja Majdov                                                                               | 90 kg maschile   | Bye                  | Tselidis P 0-10      | Non qualificato      | Non qualificato      | Non qualificato      | Non qualificato      | Non qualificato |
| Aleksandar Kukolj                                                                            | 100 kg maschile  | Vég P 0-1            | Non qualificato      | Non qualificato      | Non qualificato      | Non qualificato      | Non qualificato      | Non qualificato |
| Milica Nikolić                                                                               | 48 kg femminile  | Štangar V 1-0        | Martínez P 0-10      | Non qualificata      | Non qualificata      | Non qualificata      | Non qualificata      | Non qualificata |
| Marica Perišić                                                                               | 57 kg femminile  | Pradhan V 10-0       | Lien V 1-0           | Deguchi P 0-1        | Non qualificata      | Funakubo P 0-10      | Non qualificata      | 7ª              |
| Milica Žabić                                                                                 | +78 kg femminile | Tavano V 10-0        | Ortiz V 10-0         | Hershko P 0-10       | Non qualificata      | Sone V 10-0          | Dicko P 0-10         | 5ª              |
| Strahinja Bunčić Aleksandar Kukolj Nemanja Majdov Milica Nikolić Marica Perišić Milica Žabić | Squadre miste    | Bye                  | Paesi Bassi V 4-2    | Giappone P 1-4       | Non qualificati      | Brasile P 1-4        | Non qualificati      | 7º              |

### Lotta

#### Libera
| Atleta          | Evento         | Sedicesimi           | Ottavi               | Quarti               | Semifinali           | Ripescaggio          | Finale / FB          | Pos. |
| Atleta          | Evento         | Avversario Risultato | Avversario Risultato | Avversario Risultato | Avversario Risultato | Avversario Risultato | Avversario Risultato | Pos. |
| --------------- | -------------- | -------------------- | -------------------- | -------------------- | -------------------- | -------------------- | -------------------- | ---- |
| Khetag Tsabolov | 74 kg maschile | Bye                  | Mahdavi V 10–0       | Takatani P 0–10      | Non qualificato      | Garzón W.O.          | Dake P 4–10          | 5º   |

#### Greco-romana
| Atleta            | Evento         | Sedicesimi           | Ottavi               | Quarti               | Semifinali           | Ripescaggio          | Finale / FB          | Pos. |
| Atleta            | Evento         | Avversario Risultato | Avversario Risultato | Avversario Risultato | Avversario Risultato | Avversario Risultato | Avversario Risultato | Pos. |
| ----------------- | -------------- | -------------------- | -------------------- | -------------------- | -------------------- | -------------------- | -------------------- | ---- |
| Georgij Tibilov   | 60 kg maschile | Başar P 7–8          | Non qualificato      | Non qualificato      | Non qualificato      | Non qualificato      | Non qualificato      | 12º  |
| Máté Nemeš        | 67 kg maschile | N.D.                 | Nasibov P 2–3        | Non qualificato      | Non qualificato      | Ismailov P 0–8       | Non qualificato      | 10º  |
| Aleksandr Komarov | 87 kg maschile | N.D.                 | Jacobson V 10–0      | Losonczi P 2–2       | Non qualificato      | Non qualificato      | Non qualificato      | 8º   |
| Mihail Kadžaja    | 97 kg maschile | N.D.                 | Gabr P 1–6           | Non qualificato      | Non qualificato      | Non qualificato      | Non qualificato      | 14º  |

### Nuoto
| Atleta                                                      | Evento                          | Batterie | Batterie  | Semifinali      | Semifinali      | Finale          | Finale          |
| Atleta                                                      | Evento                          | Tempo    | Posizione | Tempo           | Posizione       | Tempo           | Posizione       |
| ----------------------------------------------------------- | ------------------------------- | -------- | --------- | --------------- | --------------- | --------------- | --------------- |
| Andrej Barna                                                | 50 m stile libero maschile      | 22”19    | 30º       | Non qualificato | Non qualificato | Non qualificato | Non qualificato |
| Andrej Barna                                                | 100 m stile libero maschile     | 48”34    | 10º Q     | 48,11           | 14º             | Non qualificato | Non qualificato |
| Velimir Stjepanović                                         | 100 m stile libero maschile     | 48”40    | 13º Q     | 48,78           | 16º             | Non qualificato | Non qualificato |
| Velimir Stjepanović                                         | 200 m stile libero maschile     | 1'47”56  | 18º       | Non qualificato | Non qualificato | Non qualificato | Non qualificato |
| Nikola Aćin Andrej Barna Justin Cvetkov Velimir Stjepanović | 4 × 100 m stile libero maschile | 3'14”68  | 11º       | N.D.            | N.D.            | Non qualificati | Non qualificati |
| Anja Crevar                                                 | 200 m misti femminili           | 2'18”46  | 17ª       | Non qualificata | Non qualificata | Non qualificata | Non qualificata |
| Anja Crevar                                                 | 400 m misti femminili           | 4'49”16  | 16ª       | N.D.            | N.D.            | Non qualificata | Non qualificata |

### Pallacanestro
| Squadra             | Torneo    | Girone               | Girone               | Girone                | Girone | Quarti               | Semifinali           | Finale / FB          | Pos.   |
| Squadra             | Torneo    | Avversario Punteggio | Avversario Punteggio | Avversario Punteggio  | Pos.   | Avversario Punteggio | Avversario Punteggio | Avversario Punteggio | Pos.   |
| ------------------- | --------- | -------------------- | -------------------- | --------------------- | ------ | -------------------- | -------------------- | -------------------- | ------ |
| Nazionale maschile  | Maschile  | Stati Uniti P 84–110 | Porto Rico V 107–66  | Sudan del Sud V 96–85 | 2º     | Australia V 95–90    | Stati Uniti P 91–95  | Germania V 93 – 83   | Bronzo |
| Nazionale femminile | Femminile | Porto Rico V 58–55   | Cina V 81-59         | Spagna P 62–70        | 2ª     | Australia P 67–85    | Non qualificate      | Non qualificate      | 6ª     |

#### Pallacanestro 3x3
| Squadra            | Torneo       | Girone               | Girone               | Girone               | Girone               | Girone               | Girone               | Girone               | Girone | Quarti               | Semifinali           | Finale / FB          | Pos. |
| Squadra            | Torneo       | Avversario Punteggio | Avversario Punteggio | Avversario Punteggio | Avversario Punteggio | Avversario Punteggio | Avversario Punteggio | Avversario Punteggio | Pos.   | Avversario Punteggio | Avversario Punteggio | Avversario Punteggio | Pos. |
| ------------------ | ------------ | -------------------- | -------------------- | -------------------- | -------------------- | -------------------- | -------------------- | -------------------- | ------ | -------------------- | -------------------- | -------------------- | ---- |
| Nazionale maschile | 3x3 maschile | Stati Uniti V 22–14  | Cina P 15–21         | Paesi Bassi V 21–19  | Francia V 19–16      | Lettonia P 14–21     | Polonia V 21–12      | Lituania P 18–20     | 4º     | Francia P 19–22      | Non qualificati      | Non qualificati      | 5º   |

### Pallanuoto
| Squadra            | Torneo   | Girone               | Girone               | Girone               | Girone               | Girone               | Girone | Quarti               | Semifinali           | Finale               | Pos. |
| Squadra            | Torneo   | Avversario Punteggio | Avversario Punteggio | Avversario Punteggio | Avversario Punteggio | Avversario Punteggio | Pos.   | Avversario Punteggio | Avversario Punteggio | Avversario Punteggio | Pos. |
| ------------------ | -------- | -------------------- | -------------------- | -------------------- | -------------------- | -------------------- | ------ | -------------------- | -------------------- | -------------------- | ---- |
| Nazionale maschile | Maschile | Giappone V 16-15     | Australia P 3-8      | Spagna P 11-15       | Francia V 15–8       | Ungheria P 13–17     | 4º     | Grecia V 12–11       | Stati Uniti V 10–6   | Croazia V 13–11      | Oro  |

### Pallavolo
| Squadra                            | Torneo    | Girone               | Girone               | Girone               | Girone | Quarti               | Semifinali           | Finale / FB          | Pos. |
| Squadra                            | Torneo    | Avversario Punteggio | Avversario Punteggio | Avversario Punteggio | Pos.   | Avversario Punteggio | Avversario Punteggio | Avversario Punteggio | Pos. |
| ---------------------------------- | --------- | -------------------- | -------------------- | -------------------- | ------ | -------------------- | -------------------- | -------------------- | ---- |
| Nazionale maschile (Convocazioni)  | Maschile  | Francia P 2-3        | Slovenia P 0-3       | Canada V 3-2         | 3º     | Non qualificati      | Non qualificati      | Non qualificati      | 9º   |
| Nazionale femminile (Convocazioni) | Femminile | Francia V 3-0        | Stati Uniti P 2-3    | Cina P 1-3           | 3ª     | Italia P 0-3         | Non qualificate      | Non qualificate      | 7ª   |

### Pugilato
| Atleta          | Evento                 | 16-esimi             | Ottavi               | Quarti               | Semifinali           | Finale               | Pos.            |
| Atleta          | Evento                 | Avversario Punteggio | Avversario Punteggio | Avversario Punteggio | Avversario Punteggio | Avversario Punteggio | Pos.            |
| --------------- | ---------------------- | -------------------- | -------------------- | -------------------- | -------------------- | -------------------- | --------------- |
| Vachid Abbasov  | Pesi welter maschile   | Bye                  | Richardson P 2–3     | Non qualificato      | Non qualificato      | Non qualificato      | Non qualificato |
| Sara Ćirković   | Pesi gallo femminile   | Jitpong P 1–4        | Non qualificata      | Non qualificata      | Non qualificata      | Non qualificata      | Non qualificata |
| Natalia Šadrina | Pesi leggeri femminile | Bye                  | Khelif V 5-0         | Wenlu P 2-3          | Non qualificata      | Non qualificata      | Non qualificata |

### Taekwondo
| Atleta             | Evento          | Qualificazioni       | Ottavi               | Quarti               | Semifinali           | Ripescaggio          | Finale / FB          | Pos.            |
| Atleta             | Evento          | Avversario Punteggio | Avversario Punteggio | Avversario Punteggio | Avversario Punteggio | Avversario Punteggio | Avversario Punteggio | Pos.            |
| ------------------ | --------------- | -------------------- | -------------------- | -------------------- | -------------------- | -------------------- | -------------------- | --------------- |
| Lev Korneev        | 58 kg maschile  | Diop V 2-0           | Jendoubi P 0-2       | Non qualificato      | Non qualificato      | Non qualificato      | Non qualificato      | Non qualificato |
| Stefan Takov       | 80 kg maschile  | Bye                  | Sawadogo P 0-2       | Non qualificato      | Non qualificato      | Non qualificato      | Non qualificato      | Non qualificato |
| Aleksandra Perišić | 67 kg femminile | N.D.                 | Sobirjonova V 2-1    | Tongchan V 2-0       | Song V 2-0           | Bye                  | Márton P 0-2         | Argento         |

### Tennis

#### Singolare
| Atleta        | Evento             | 32-esimi                      | 16-esimi             | Ottavi               | Quarti                    | Semifinali           | Finale / FB                 | Pos.            |
| Atleta        | Evento             | Avversario Punteggio          | Avversario Punteggio | Avversario Punteggio | Avversario Punteggio      | Avversario Punteggio | Avversario Punteggio        | Pos.            |
| ------------- | ------------------ | ----------------------------- | -------------------- | -------------------- | ------------------------- | -------------------- | --------------------------- | --------------- |
| Novak Đoković | Singolare maschile | Ebden V (6–0, 6–1)            | Nadal V (6–1, 6–4)   | Koepfer V (7–5, 6–3) | Tsitsipas V (6–3, 7–6(3)) | Musetti V (6–4, 6–2) | Alcaraz V (7–6 (3), 7–6(2)) | Oro             |
| Dušan Lajović | Singolare maschile | Marterer P (3–6, 7–6(6), 3–6) | Non qualificato      | Non qualificato      | Non qualificato           | Non qualificato      | Non qualificato             | Non qualificato |

### Tennistavolo
| Atleta            | Evento            | Preliminari          | Round 1              | Round 2              | Round 3              | Ottavi               | Quarti               | Semifinali           | Finale               | Pos.            |
| Atleta            | Evento            | Avversario Punteggio | Avversario Punteggio | Avversario Punteggio | Avversario Punteggio | Avversario Punteggio | Avversario Punteggio | Avversario Punteggio | Avversario Punteggio | Pos.            |
| ----------------- | ----------------- | -------------------- | -------------------- | -------------------- | -------------------- | -------------------- | -------------------- | -------------------- | -------------------- | --------------- |
| Izabela Lupulesku | Singolo femminile | Bye                  | Díaz L 0–4           | Non qualificata      | Non qualificata      | Non qualificata      | Non qualificata      | Non qualificata      | Non qualificata      | Non qualificata |

### Tiro a segno/volo
Uomini
| Atleta          | Evento                       | Qualificazione | Qualificazione | Finale          | Finale          |
| Atleta          | Evento                       | Punteggio      | Classifica     | Punteggio       | Classifica      |
| --------------- | ---------------------------- | -------------- | -------------- | --------------- | --------------- |
| Lazar Kovačević | Carabina 50 m 3 posizioni    | 592            | 5° Q           | 407,4           | 8°              |
| Lazar Kovačević | Carabina 10 m aria compressa | 625,5          | 37°            | Non qualificato | Non qualificato |
| Damir Mikec     | Pistola 10 m aria compressa  | 584            | 1º Q           | 136,9           | 7°              |

Donne
| Atleta          | Evento                      | Qualificazione | Qualificazione | Finale          | Finale          |
| Atleta          | Evento                      | Punteggio      | Classifica     | Punteggio       | Classifica      |
| --------------- | --------------------------- | -------------- | -------------- | --------------- | --------------- |
| Zorana Arunović | Pistola 10 m aria compressa | 575            | 10ª            | Non qualificata | Non qualificata |

Misto
| Atleta                      | Evento                                | Qualificazione | Qualificazione | Finale / FB          | Finale / FB |
| Atleta                      | Evento                                | Punteggio      | Classifica     | Avversario Punteggio | Pos.        |
| --------------------------- | ------------------------------------- | -------------- | -------------- | -------------------- | ----------- |
| Damir Mikec Zorana Arunović | Pistola 10 m aria compressa a squadre | 581            | 2º Q           | Tarhan/Dikeç V 16–14 | Oro         |